# Rekenmunt
Een rekenmunt is een munteenheid of waardebepaling die niet door een bestaand fysiek muntstuk of bankbiljet wordt vertegenwoordigd maar waar wel mee wordt gerekend. Een bekend voorbeeld van vóór de invoering van de euro in 2002 was de Europese rekeneenheid, ofwel de ECU.
Ook de Nederlandse gulden is een tijdlang rekenmunt geweest. Tijdens de regering van koning Filips II verdween de zilveren gulden als muntsoort, hoewel hij zijn vaste plaats als rekeneenheid van 20 stuivers bleef behouden. Pas in 1680 werd bij besluit van de Staten van Holland de fysieke zilveren gulden van 20 stuivers heringevoerd.
Ook ooit bestaande munten als schelling, stoter en daalder zijn na hun afschaffing nog lange tijd als rekenmunten gehanteerd.